# Fonem
Ett fonem, eller segmentellt fonem, är ett betydelseskiljande språkljud. Ord är uppbyggda av olika fonem; byter man ut fonemet /k/ i kuta mot /l/ så ändras betydelsen och man får ordet luta. Ett fonem är det talade språkets minsta betydelseskiljande enhet.
Fonem är ofta synonymt med “språkljud”, men fonem är mer precist – ett fonem är alltid betydelseskiljande. I svenska är tungspets‑r och tungrots‑r olika språkljud, men de är inte olika fonem, för de är inte betydelseskiljande i svenska.
Fonem betecknas genom att man skriver snedstreck kring symboler för språkljud.
Läran om fonem kallas fonologi, vilket inte ska förväxlas med fonetik, som handlar om ljudens fysisk-akustiska egenskaper och perception, eller med fonotax, som handlar om hur fonem sätts samman.

## Foner i segmentellt tal hänförs till fonem
Talat språk består av foner, som är de minsta urskiljbara fonetiska segmenten i talflödet. Fonologisk analys grupperar de skiftande fonerna (segmenten) i fonem. Enskilda foner i talet hos talare som talar samma språk (eller varietet av språk) hänförs i fonologisk analys till ett och samma fonem i det språket, om fonerna har samma betydelsegivande funktion. Ett exempel är att alla svensktalandes skiftande r‑ljud hänförs till det svenska fonemet /r/, eftersom variation i uttalet av /r/ aldrig ändrar betydelsen hos ett svenskt ord.
Segmentella fonem delas normalt in i vokaler och konsonanter.

## Abstrakta enheter
Fonem är abstrakta enheter, som inte finns i verkligheten; de är abstraktioner, som ligger till grund för vår tolkning av språkljuden (fonerna), som i verkligheten är mycket varierande, men avkodas (analyseras omedvetet) i typer av lyssnaren. Akustiskt uppträder fonemen som varierande realiseringar (förverkliganden, uttal) av de abstrakta psykologiska fonemen.

## Fonematisk transkription
Fonematisk transkription av talspråk återger talet utan hänsyn till icke‑betydelsebärande variationer detaljer i uttalet. Fonematiska symboler skrivs mellan snedstreck, enskilt eller i grupp, till exempel /a/, /n/, /d/ och /and/).
Ordet ⟨paddla⟩ skrivs i fonematisk och fonetisk transkription:
- fonematisk transkription: /padla/
- fonetisk transkription: [ˈpʰadˡːla]

Detaljer som inte är betydelseskiljande, som aspirationen(pustljudet) i [pʰ], utelämnas i fonematisk transkription.
Symbolerna som sätts mellan snedstreck är oftast hämtade från internationella fonetiska alfabetet (IPA), men andra skriftsystem kan undantagsvis användas. IPA bygger på det vanliga alfabetet, med tillägg av nya tecken, så att varje ljud har en symbol. Ordet längta skrivs /lɛŋta/ med IPA. När fonetiska symboler skrivs inom snedstreck övergår de till att vara fonematiska (fonologiska) symboler.

## Fonem och grafem
Skriftspråkets motsvarighet till fonem kallas grafem, som är de tecken som symboliserar språkljuden. Grafem och fonem är dock, i de flesta språk, inte helt varandras motsvarigheter; det svenska alfabetet innehåller 29 bokstäver men de grafemen är inte tillräckligt många för att uttrycka alla fonem. För att kringgå det problemet kombinerar man grafem för att beteckna fonem. Exempelvis betecknas sj-ljudet med bland annat ⟨sj⟩, ⟨sk⟩ ⟨stj⟩ och ⟨skj⟩; i fonematisk transkription betecknas fonemet vanligen som /ɧ/ med en IPA‑symbol.

### Olika språks transparens
Transparensen mellan fonem och grafem är en jämförelse mellan antalet grafem och fonem i ett språk. Hög transparens indikerar ett språk där stavning och uttal ligger relativt nära varandra, medan låg transparens indikerar att språk och uttal skiljer sig åt mycket. Olika språk har mycket olika transparens. Italienskan har 27 fonem och 21 grafem, och får därigenom nära relation mellan stavning och uttal. Engelskan har 40–45 fonem och 26 grafem, och får därigenom låg transparens; få grafem används för att uttrycka många fonem, och följaktligen skiljer sig stavning och uttal en hel del. Svenskan har 17–22 vokalfonem, beroende på definition, och 22 konsonantfonem. Sammanlagt blir det 39-44 fonem till 29 grafem. Svenskan har en relativt god konsekvens mellan stavning och uttal, men det finns till exempel ett flertal sätt att skriva sje-ljudet på.
Skillnaderna i transparens och stavelsestruktur är viktiga i forskning om dyslexi. Det har bevisats att dyslektiker kan ha dyslexi i ett språk utan att ha det i ett annat. Det har exempelvis visats att dyslektiker har betydligt lättare att lära sig italienska i skolan men svårt för engelska. Personer som invandrar till länder med komplex stavelsestruktur (det vill säga, strukturen av konsonanter och vokaler i en stavelse) kan få svårt att lära sig det nya språket.

## Fonem och allofoner
Uttalsvarianter av ett fonem i ett språk kallas allofoner. Allofoner kan ha ganska olika uttal fonetiskt sett, men att byta ut en allofon mot en annan i uttalet av ord ett visst språk kan aldrig ändra något ords betydelse. Allofoner är språkspecifika uttalsvarianter på fonem, som gör att ett fonem kan uttalas olika utan att de olika ljuden har en betydelseskiljande effekt.
Där finns två slag av allofoni: komplementär distribution och fri variation. Komplementär distribution (även kallad bunden variation) är kontextuella uttalsvarianter. I de vanligaste formerna av standardsvenska är ä‑ljudet (/ɛ/) ett fonem med två allofoner i komplementär distribution: ljudets uttal är olika i häl och här.
Språkljud som har komplementär distribution anses inte vara allofoner om de fonetiskt är mycket olika. De svenska h‑ljuden och ng‑ljuden har komplementär distribution (h‑ljud uddljudande, ng‑ljud i inljud och utljudande, men h‑ljudet och ng‑ljudet anses inte vara allofoner av ett konsonantfonem.
Det andra slaget av allofoni är fri variation. De svenska r‑ljuden (fonemet /r/) är ett exempel på fri variation. De vanligaste varianterna brukar kallas tungrots‑r och tungspets‑r. Talare kan välja fritt (fast bakgrund och regler som götamålsregeln oftast styr valet).
Olika språk har olika betydelseskiljande språkljud (fonem) och därigenom även olika allofoner. Ett språk kan ha ett fonem med två allofoner, som är två fonem i ett annat språk. Svenska kan ha aspiration på tonlösa klusiler, vilket ger allofoner av de svenska fonemen /p/, /t/ och /k/. I kinesiska är aspirerade och oaspirerade klusiler olika fonem.

## Påvisande av fonematisk status
Man tar reda på om två ljud tillhör samma fonem eller två olika fonem genom att använda sig av minimala ordpar. För att påvisa att ett ljud är ett fonem i en språklig varietet måste man med minimala ordpar påvisa kontrast till alla andra (relevanta) fonem.

### Exempel på påvisande av fonematisk status
I talad svenska finns ett ljud som fonetiskt är ett öppet ö‑ljud [œ]. I de flesta varieteter av svenska är öppet ö‑ljud en allofon i komplementär distribution, begränsad till att komma före fonemet /r/. Men i göteborgska finns ljudet i många olika ställningar, så att göteborgskan har en ”tionde vokal”.
I göteborgska finns minimala ordpar med alla andra nio vokaler, som göteborgska har gemensam med standardsvenska:
- lôva (avge löfte) – leva – lava – luva
- sôva (vara sovande) – söva (göra så att någon sover)[32]
- lôsa (dra benen efter sig) – lysa – lisa – läsa
- dôna – dåna[32]
- dôna (uppträda bullrande) – dona (pyssla, arbeta)

(Att skriva flera ord på samma rad ett mer ekonomiskt sätt att skriva; i första raden jämförs alla fyra ord med varandra, sammanlagt sex minimala par.)
För att räknas som ett fonem i en språklig varietet skall språkljudet inte vara för ovanligt och fonetiskt avvikande i varieteten. Ljudet behöver skiljas från liknande ljud med ett antal minimala par; i göteborgska finns tillräckligt många minimala par med fonemen /ô/ och /ö/:
- lôsa–lösa; sôva–söva; lôva—löva; knôs–knös; frôs–frös; bôla–böla.[32]

### Fonologiska särdrag
De segmentella fonemen byggs upp av distinktiva drag eller särdrag. Ett exempel är att den svenska vokalen /y/ har särdraget rundad, medan vokalen /i/ inte är det; i övrigt artikuleras /y/ och /i/ på samma sätt. Ett språkligt särdrag på fonetisk nivå sägs vara fonematiskt om det har en direkt inverkan på kontextens betydelse. I praktiken betyder detta att man kan finna ett minimalt ordpar som detekterar särdraget. Det minimala paret byta–bita åtskiljs av ett särdrag hos ett par av ljud: /y/ är [rundad] och /i/ är [orundad], vilket kan skrivas som [+rundad] och [-rundad]. Observera att särdragen skrivs inom hakparenteser, eftersom de är fonetiska egenskaper.
I svenskan är aspiration ett exempel på ett särdrag som inte är fonematiskt i svenskan, vilket det däremot är i kinesiskan.

## Fonem och prosodem
Inom fonologin skiljer man mellan fonem och suprasegmentella enheter, som ibland kallas prosodem; både fonem och prosodem är betydelseskiljande. I viss vetenskaplig text används dock termen ”suprasegmentella fonem”, innebärande att prosodem vore ett slag av fonem.. Prosodemen utgörs av den del av uttalet som stäcker sig över flera segmentella fonem.
De två beteckningssätten är att
- fonem och prosodem är två slag av minsta betydelseskiljande enhet, eller att
- båda slagen av enheter är fonem: segmentella fonem respektive suprasegementella fonem.[45]

Flera slag av prosodem (segmentella fonem) finns. Kvantitet (längd), Betoning (ordbetoning) och tonalitet är prosodisk (suprasegmentell) information om enheter som stäcker sig över ord, och satsintonation är prosodisk (suprasegmentell) information om enheter som sträcker sig över hela yttranden. Att benämna sådana suprasegmentella enheter med termen prosodem har dock inte samma hävd som termen fonem har.
Oavsett terminilogin är det ett exempel på prosodisk (suprasegmentell) information att formel och formell har olika betydelser eftersom betoningen är olika; i formel är betoningen på första stavelsen, men i formell är betoningen på andra stavelsen. De segmentella fonemen är dock desamma.

## Fonem och morfem
Ett eller flera fonem bildar ett morfem, som är den minsta betydelsebärande enheten. Ibland sammanfaller fonem och morfem som i orden /i/ och /ö/. Ett ganska typiskt språk har 30-40 fonem. Dessa kan kombineras till tusentals morfem.